# Мадалена (Месина)
Мадалена је насеље у Италији у округу Месина, региону Сицилија.
Према процени из 2011. у насељу је живело 218 становника. Насеље се налази на надморској висини од 434 м.